# 云林寺 (阳高)
40°21′32″N 113°44′34″E / 40.35889°N 113.74278°E
云林寺位于中国山西省阳高县城内西南部，2006年被列为第六批全国重点文物保护单位。
云林寺始建于明代，现仅存大雄宝殿。大殿面阔五间，进深四间，单檐庑殿顶，斗栱为六踩重栱计心造。殿内佛像均为明代彩塑，另有明代壁画120多平方米。
云林寺主持: 张玉珍，女，法号：妙洁法师，生于1935年11月1日，阳高张小村生人，张万邦第十七代子孙。1996年入住阳高云林禅寺，2001年5月出资兴建云门山云中禅寺，阳高县政协委员。在三十多年的讲经说法中，皈依弟子数千人。妙洁法师尊教爱教，发扬佛法，积德纳福，深受信教居士爱戴，为阳高的民族宗教事业做出了卓越贡献。于2023年5月29日七时三十一分（农历四月十一）在大同圆寂，享年89岁。